# Shelley Lubben
Shelley Lynn Moore épouse Lubben, née le 18 mai 1968 à Pasadena et morte le 9 février 2019 à Springville (Californie), est une actrice pornographique américaine sous le nom de Roxy. Après sa carrière, elle s'affirme comme une chrétienne de nouvelle naissance et une militante de l'opposition à la pornographie.

## Biographie
Dans des interview avec Howard Stern et pour Deseret News, Lubben affirme que lorsqu'elle avait neuf ans, une camarade de classe et son frère adolescent l'avaient agressée sexuellement dans une piscine. Lubben est prostituée de 18 à 26 ans. Pendant ce temps, elle tombe enceinte d'un de ses clients et donne naissance à une fille, Tiffany. Elle est l'épouse de Garrett Lubben de 1995 jusqu'au divorce en 2016 ; le couple a deux enfants. Tiffany meurt quelques jours avant sa mère.

## Carrière
Lubben entre dans l'industrie du cinéma pornographique à 24 ans. Pendant sa carrière, elle contracte l'herpès et le papillomavirus, ce qui entraîne un cancer du col de l'utérus qui est traité par l'ablation de la moitié du col de l'utérus. Pendant et après sa vie dans l'industrie du sexe, elle lutte contre l'alcoolisme et la toxicomanie. Au cours de sa carrière pornographique, de 1993 à 1994, Lubben est présente dans une quinzaine de films. Lubben déclare que les actes sexuels que les femmes accomplissent sur les plateaux de tournage sont physiquement nocifs (hémorragies anales et utérines) et psychologiquement traumatisants.

## Militantisme
En 2000, elle croit que Dieu lui a demandé d'arrêter les drogues et devient une chrétienne de nouvelle naissance.
En 2005, Lubben lance une campagne en ligne agressive, utilisant le réseautage social afin d'atteindre l'industrie du sexe. En 2008, Lubben crée une organisation confessionnelle, la Pink Cross Foundation. L'organisation se concentre sur la sensibilisation et l'évangélisation des membres de l'industrie pornographique, en particulier les acteurs, et offre un soutien à ceux qui souhaitent quitter l'industrie. L'organisation sollicite des dons en ligne et propose un forum de soutien en ligne pour les personnes dépendantes à une substance, au sexe et à la pornographie. Lorsque Lubben identifie des personnes intéressées, elle envoie des colis de soins remplis de littérature religieuse, de musique chrétienne, de cartes-cadeaux et d'autres supports spirituels et matériels. Un objectif secondaire de Pink Cross est la sensibilisation des personnes cherchant à se remettre de la dépendance à la pornographie. Pink Cross assiste à des conventions sur la pornographie pour éduquer les fans sur le fait que la pornographie n'est pas glamour et également pour tendre la main aux stars du porno.
La Pink Cross Foundation fait un lobby contre la pornographie et son industrie. Lubben soutient le législateur californien Charles Calderon dans ses efforts pour taxer l'industrie pornographique en parlant aux législateurs de ses expériences. En juin 2010, elle parle aux membres de la Chambre et du Sénat des États-Unis à Washington DC des dommages causés à son corps depuis son passage dans l'industrie du porno. De plus, Lubben évoque le sujet des conditions de travail illégales et dangereuses dans l'industrie, les maladies sexuellement transmissibles étant un problème de sécurité au travail et un problème de santé publique.
En janvier 2011, Lubben sort un album de hip hop dont les bénéfices sont reversés à la Pink Cross Foundation. Le premier single, Killer Fantasy, présente le message d'une star du porno parlant au fan de porno de la vérité derrière l'industrie pour adultes.
À partir de 2012, Lubben présente ses expériences personnelles dans l'industrie du film pour adultes dans des forums publics et parle de son processus de rétablissement et des effets émotionnels, mentaux et physiques de la pornographie sur les acteurs.
Lubben est également dans le documentaire de 2012 After Porn Ends, qui traite de la vie après avoir été dans l'industrie du porno. En février 2011, elle est le sujet d'un documentaire The Devil and Shelley Lubben, créé par le défenseur de la pornographie Michael Whiteacre. Selon Mark Kernes du magazine Adult Video News, le film conteste les expériences de Lubben au sujet de la pornographie et le traumatisme qu'elle attribue à ces expériences.
La Pink Cross Foundation est dissoute en janvier 2016.

## Décès
Lubben meurt le 9 février 2019 à Springville, en Californie, à 50 ans. La cause de sa mort n'est pas rendue publique.

## Source de la traduction
- (en) Cet article est partiellement ou en totalité issu de l’article de Wikipédia en anglais intitulé « Shelley Lubben » (voir la liste des auteurs).